# Хасанівка
Хасанівка —  селище в Україні, у Христинівській міській громаді Уманського району Черкаської області. Населення становить 6 осіб.